# (48767) Скамандр
(48767) Скамандр (лат. Skamander, др.-греч. Σκάμανδρος) — типичный троянский астероид Юпитера, движущийся в точке Лагранжа L5, в 60° позади планеты. Астероид был открыт 3 мая 1997 года бельгийским астрономом Эриком Эльстом в обсерватории Ла-Силья и назван в честь Скамандра, бога одноимённой реки около Трои.

Орбита астероида Скамандр и его положение в Солнечной системе